# Bohemia Interactive
Bohemia Interactive (ook bekend als Bohemia Interactive Studio is een Tsjechische spelontwikkelaar. De ontwikkelaar is vooral bekend van Operation Flashpoint: Cold War Crisis en de ArmA-serie.

## Geschiedenis
Het bedrijf werd opgericht in 1999 in Tsjechië en heeft sinds enkele jaren ook een ontwikkeling studio in Australië.

## Spellen ontwikkeld door Bohemia Interactive
| Titel                                 | Type        | Systeem                  | Release Date                                        | Engine            | Ontwikkeld | Uitgegeven |
| ------------------------------------- | ----------- | ------------------------ | --------------------------------------------------- | ----------------- | ---------- | ---------- |
| Operation Flashpoint: Cold War Crisis | Standalone  | Windows                  | Juni 2001                                           | Real Virtuality 1 | Ja         | Nee        |
| Operation Flashpoint: Gold Edition    | Standalone  | Windows                  | November 2001                                       | Real Virtuality 1 | Ja         | Nee        |
| Operation Flashpoint: Resistance      | Uitbreiding | Windows                  | Juni 2002                                           | Real Virtuality 1 | Ja         | Nee        |
| Operation Flashpoint: GOTY Edition    | Standalone  | Windows                  | November 2002                                       | Real Virtuality 1 | Ja         | Nee        |
| Operation Flashpoint: Elite           | Standalone  | Xbox                     | Oktober 2005                                        | Real Virtuality 2 | Ja         | Nee        |
| ArmA: Armed Assault                   | Standalone  | Windows                  | November 2006                                       | Real Virtuality 2 | Ja         |            |
| ARMA: Queen's Gambit                  | Uitbreiding | Windows                  | September 2007 (EU)                                 | Real Virtuality 2 | Ja         | Nee        |
| Alpha Prime                           | Standalone  | Windows                  | November 2007                                       | Enforce           |            | Ja         |
| ARMA 2                                | Standalone  | Windows                  | Juni 2009                                           | Real Virtuality 3 | Ja         |            |
| Pat & Mat                             | Standalone  | Windows                  | Oktober 2009                                        | N/A               | Nee        | Ja         |
| ARMA 2: Operation Arrowhead           | Standalone  | Windows                  | Juni 2010                                           | Real Virtuality 3 | Ja         | Nee        |
| ARMA 2: British Armed Forces          | Uitbreiding | Windows                  | Augustus 2010                                       | Real Virtuality 3 | Ja         | Nee        |
| ARMA 2: Private Military Company      | Uitbreiding | Windows                  | November 2010                                       | Real Virtuality 3 | Ja         | Nee        |
| Alternativa                           | Standalone  | Windows                  | November 2010                                       | N/A               |            | Ja         |
| Pound of Ground                       | Standalone  | Windows                  | November 2010                                       | N/A               |            | Ja         |
| ARMA 2: Firing Range                  | Standalone  | Android & iOS            | Juli 2011                                           |                   | Ja         | Ja         |
| ARMA: Cold War Assault                | Standalone  | Windows                  | Augustus 2011                                       | Real Virtuality 1 | Ja         | Ja         |
| Take On Helicopters                   | Standalone  | Windows                  | Oktober 2011                                        | Real Virtuality 3 | Ja         | Ja         |
| Take On Helicopters: Hinds            | Uitbreiding | Windows                  | Maart 2012                                          | Real Virtuality 3 | Ja         | Ja         |
| ARMA 2: Army of the Czech Republic    | Uitbreiding | Windows                  | Augustus 2012                                       | Real Virtuality 3 | Ja         | Nee        |
| Carrier Command: Gaea Mission         | Standalone  | Windows, Xbox 360        | September 2012                                      | Enforce           | Ja         | Ja         |
| Memento Mori                          | Standalone  | Windows                  | November 2012                                       | N/A               | Nee        | Ja         |
| Fish Fillets 2                        | Standalone  | Windows                  | November 2012                                       | N/A               |            | Ja         |
| ARMA Tactics                          | Standalone  | Project SHIELD           | Mei 2013                                            | Unity             | Ja         | Ja         |
| ARMA 3                                | Standalone  | Windows                  | Final: 12 September 2013 Early Access: 5 Maart 2013 | Real Virtuality 4 | Ja         | Ja         |
| ARMA Reforger                         | Standalone  | Windows, Xbox Series X/S | Early Access: 17 Mei 2022                           | Enfusion          | Ja         | Ja         |